# Mike Penberthy
Mike Penberthy (* 29. November 1974 in Los Gatos, Kalifornien) ist ein ehemaliger US-amerikanischer Basketballspieler, der erfolgreich in der NBA sowie in der deutschen Basketball-Bundesliga und der italienischen Lega Basket Serie A gespielt hat.

## Werdegang
Penberthy absolvierte sein Studium am baptistischen The Master’s College in Santa Clarita in seinem heimatlichen US-Bundesstaat. Mit der Hochschulmannschaft nahm er am Spielbetrieb der NAIA teil. Am Master’s College gilt er als einer der besten Basketballspieler, den diese Hochschule je hervorgebracht hat, und setzte sich an die Spitze der ewigen Korbjägerliste der Mannschaft. Zudem stand er auch in den Kategorien erfolgreiche Dreipunktwürfe und Treffsicherheit bei Freiwürfen an erster Stelle der Master’s-Bestenliste, als er die Universität verließ. Als Auszeichnung für seine Verdienste wurde er zum Mitglied der Sportler-Ruhmeshalle dieser Hochschule ernannt. Verheiratet ist er mit Wendy, geborene Jones, welche erfolgreich Volleyball für diese Hochschule gespielt hat.
Im Dezember 1997 wechselte er in die deutsche 2. Basketball-Bundesliga zum BCJ Hamburg und kehrte nach dem Saisonende zunächst in sein Heimatland zurück, um in der CBA zu spielen. Er bestritt im Laufe des Spieljahres 1998/99 jedoch nur vier Einsätze für die Mannschaft Quad City Thunder. 1999 kehrte er zum Bundesliga-Aufsteiger BCJ Tigers nach Hamburg zurück und war mit 17,7 Punkten je Begegnung bester Korbschütze der Norddeutschen in der Saison 1999/2000. In der Saison 2000/01 schaffte er über die NBA Summer League den Sprung in den Kader der Los Angeles Lakers. Sein Einstand verlief wenig spektakulär: einmal wurde Penberthy von der Polizei nicht in die Lakers-Trainingshalle gelassen, weil die Beamten schlicht nicht glaubten, dass er ein Lakers-Spieler sei. Penberthy kam in dieser Saison nicht zum Einsatz, wurde aber ohne Spielanteile NBA-Meister. In seiner zweiten Saison kam er noch zu drei Einsätzen. Im Januar 2002 wechselte er zurück nach Europa und stieg mit den Baskets aus Neapel in die Serie A auf. Nach zwei weiteren Spielzeiten für Pompea Napoli kehrte er in die Bundesliga zurück und spielte in der Basketball-Bundesliga-Saison 2005/06 für Alba Berlin; mit der Mannschaft wurde er deutscher Pokalsieger. Nach einer Saison kehrte er nach Italien zurück und spielte zunächst in Reggio nell’Emilia und dann in Udine, bevor er 2008 seine Karriere beendete.
Penberthy baute nach der Spielerlaufbahn im kalifornischen Valencia ein Basketballtrainingszentrum auf und wurde als Trainer tätig. Ab der Saison 2014/15 arbeitete er für die Minnesota Timberwolves in der NBA und kümmerte sich um die Verbesserung des Wurfes von Minnesotas Spielern. In derselben Funktion war er im Spieljahr 2018/19 für die New Orleans Pelicans und ab 2019 für die Los Angeles Lakers tätig. Für die Kalifornier arbeitete Penberthy bis 2022. Im selben Jahr nahm er bei den Denver Nuggets seine Arbeit als Talentsichter sowie Assistenztrainer für den Bereich Wurf auf.

## Erfolge
- 2001         Meister der NBA mit den Los Angeles Lakers (ohne Einsatz)
- 2002         Aufstieg in die erste italienische Liga mit Pompea Neapel
- 2004/05    Bester Freiwurfschütze und viertbester Korbschütze der Lega A mit Pompea Neapel
- 2005         Italienischer All Star, zweitbester Korbschütze des ULEB Cups mit Pompea Neapel
- 2006         Deutscher Pokalsieger mit Alba Berlin